# Андреевка (Ардатовский район)
Андреевка — село в Ардатовском районе Мордовии. Входит в состав Кученяевского сельского поселения.

## История
Впервые упоминается в документах 1673 года. В «Списке населённых мест Симбирской губернии» (1863 г.) Андреевка (Воскресенское) село владельческое из 60 дворов Ардатовского уезда.

## Население
| 2002 | 2010 |
| ---- | ---- |
| 151  | ↘132 |